# Cairo Santos
Cairo Fernandes Santos (Limeira, 12 novembre 1991) è un giocatore di football americano brasiliano che milita nel ruolo di placekicker per i Chicago Bears della National Football League (NFL).

## Biografia

### Kansas City Chiefs
Santos al college giocò a football alla Tulane University, dove fu premiato come All-American nel 2012. Dopo non essere stato scelto nel Draft NFL 2014, firmò coi Kansas City Chiefs, superando Ryan Succop come kicker titolare. Nella sua prima stagione guidò la squadra con 113 punti segnati, davanti agli 84 del running back Jamaal Charles. Nel quarto turno della stagione 2015, stabilì un nuovo record di franchigia segnando sette field goal nella gara contro i Cincinnati Bengals (inclusi due da oltre 50 yard) che furono anche il secondo risultato della storia della NFL, a pari merito con altri cinque giocatori.
Alla fine di novembre 2016, Santos fu premiato come giocatore degli special team della AFC del mese, in cui segnò tutti i suoi 11 tentativi di field goal e i 5 di extra point.

### Tennessee Titans
Il 4 settembre 2019 Santos firmò con i Tennessee Titans per sostituire l'infortunato Ryan Succop. Nel debutto con la nuova maglia segnò tutti i field goal tentati ma nel quinto turno contro i Buffalo Bills sbagliò tutti e 4 i field goal calciati. Il giorno successivo fu svincolato.

## Palmarès
- Giocatore degli special team della AFC del mese: 1

novembre 2016